# Elkraft AS
Elkraft AS är ett privat norskt elkraftföretag, som köper och säljer elektricitet. Det började i Norge med tillåtelse enligt den norska energilagen från juli 1990 (Lov om produksjon, omforming, overføring, omsetning, fordeling og bruk av energi m.m.) och senare i de nordiska grannländerna.
Företaget grundades 1991 av Tom Hagen och är verksamt i Norge, Sverige, Danmark och Finland. Det grundades 1992, etablerade sig 1999 i Sverige, 2006 i Danmark och 2011 i Finland. Det majoritetsägs av Tom Hagens holdingbolag Holding 2 AS.
Elkraft-koncernen hade 2018 en omsättning på 2,90 miljarder norska kronor. Antalet anställda var 35 år 2020.